# Edison Preciado
Edison Preciado (n. Huaquillas, El Oro, Ecuador; 18 de abril de 1986) es un futbolista ecuatoriano que juega de delantero y su actual equipo es Huaquillas F.C.de la Segunda Categoría de Ecuador.

## Trayectoria
Su primer club en él fue Raleigh, luego fue al Audaz Octubrino. 

### Deportivo Cuenca
El 11 de marzo de 2003 pasa a formar parte de Deportivo Cuenca, club con el que debuta profesionalmente. 

### Técnico Universitario
En 2007 pasa a Técnico Universitario de Ambato, en donde marcó 12 goles y ayudó al equipo al ascenso a Serie A de Ecuador.

### Deportivo Cuenca
El 2008 retorna a Deportivo Cuenca, club con el que en Copa Libertadores anotó el histórico gol de la victoria 1-0 sobre Boca Juniors, siendo el primer club ecuatoriano en vencer a este club argentino, y que clasificó a octavos de final del certamen, algo inédito para el club. 

### El Nacional
En 2010 es comprado por el Club Deportivo El Nacional de Quito, logrando anotar un total de 31 goles desde entonces.

### Atlético San Luis
A mediados de 2013 es transferido al San Luis de México, donde hizo varios goles.

### El Nacional
En el 2015 retornó a El Nacional. 

### Delfín S. C.
Para la temporada 2016 se sumó a las filas de su nuevo club, el Delfín de Manta.

### Deportivo Cuenca
Para la temporada 2017 regresa al club de sus inicios y al que le dio muchas alegrías, el Deportivo Cuenca. Luego de una regular temporada 2017, el equipo logra clasificarse a la Copa Sudamericana 2018.

## Clubes
| Club                  | País    | Año         | PJ | Goles |
| --------------------- | ------- | ----------- | -- | ----- |
| Deportivo Cuenca      | Ecuador | 2005 - 2007 | 32 | 10    |
| Técnico Universitario | Ecuador | 2007        | 21 | 12    |
| Deportivo Cuenca      | Ecuador | 2008 - 2009 | 86 | 14    |
| El Nacional           | Ecuador | 2010 - 2013 | 79 | 31    |
| San Luis              | México  | 2013 - 2015 | 30 | 8     |
| El Nacional           | Ecuador | 2015        | 19 | 3     |
| Delfín S. C.          | Ecuador | 2016        | 34 | 5     |
| Deportivo Cuenca      | Ecuador | 2017 - 2019 | 96 | 7     |
| Gualaceo S. C.        | Ecuador | 2020        | 12 | 3     |
| Orense S. C.          | Ecuador | 2021        | 0  | 0     |
| Aviced F. C.          | Ecuador | 2021 - act. | 0  | 0     |

## Palmarés

### Campeonatos nacionales
| Título     | Torneo  | Club             | País    | Año  |
| ---------- | ------- | ---------------- | ------- | ---- |
| Subcampeón | Serie A | Deportivo Cuenca | Ecuador | 2009 |

### Distinciones individuales
| Distinción                            | Año  | Equipo           |
| ------------------------------------- | ---- | ---------------- |
| 100 partidos en la Serie A de Ecuador | 2017 | Deportivo Cuenca |